# Hydrilloideae
Hydrilloideae Luerss., 1879 è una sottofamiglia di piante acquatiche della famiglia Hydrocharitaceae.

## Tassonomia
La sottofamiglia comprende i seguenti generi:
- Enhalus Rich.
- Halophila Thouars
- Hydrilla Rich.
- Najas L.
- Nechamandra Planch.
- Thalassia Banks & Sol. ex K.D.Koenig
- Vallisneria P.Micheli ex L.